# Beeston Hill
Beeston Hill – dzielnica miasta Leeds, w Anglii, w West Yorkshire, w dystrykcie metropolitalnym Leeds, w City and Hunslet. Dzielnica liczy 8635 mieszkańców.